# Pitipong Wongbut
Pitipong Wongbut (thailändisch ปิติพงศ์ วงศ์บุตร; * 29. April 2005 in Udon Thani), auch als Mickey bekannt, ist ein thailändischer Fußballspieler.

## Karriere

### Verein
Pitipong Wongbut stand bis Sommer 2024 beim Drittligisten Udon United FC unter Vertrag. Mit dem Verein aus Udon Thani spielte er siebenmal in der North/Eastern Region der Liga. Im August 2024 unterschrieb er in Lampang einen Vertrag beim Zweitligisten Lampang FC. Sein Zweitligadebüt gab Wongbut am 17. August 2024 (2. Spieltag) im Heimspiel gegen den Phrae United FC. Bei der 4:3-Heimniederlage wurde er in der 72. Minute für den Südkoreaner Kim Seong-soo eingewechselt. Bis Jahresende 2024 bestritt er acht Zweitligaspiele. Im Januar 2025 wechselte er auf Leihbasis zum Viertligisten Udon Banjan United. 

### Nationalmannschaft
Pitipong Wongbut spielte 2024 zweimal in der thailändischen U19-Nationalmannschaft. Mit der Mannschaft nahm er an der ASEAN U19 Meisterschaft in Indonesien teil. Hier unterlag man im Finale der Mannschaft aus Indonesien mit 0:1.